# Лотатники
Лота́тники — село в Україні, у Стрийському районі Львівської області. Населення становить 328 осіб. Орган місцевого самоврядування — Стрийська міська рада.

## Історія
Перша згадка про село є у грамоті Яна Тарновського від 23 квітня 1400 р., коли він проводив межу села Верчани з сусідніми селами Лотатники, Ярошин демнею, Репехович демнею, Хильчич демнею, Михалковом, Коморовом.
1 серпня 1934 р. в Стрийському повіті Станиславівського воєводства було створено гміну Дашава з центром в Дашаві. В склад гміни входили сільські громади: Ходовичі, Дашава, Гельсендорф, Комарів, Лотатники, Олексичі, Підгірці, Стриганці, Піщани (в 1934 році село мало назву Татарське), Верчани і Йосиповичі.

## Політика

### Парламентські вибори, 2019
На позачергових парламентських виборах 2019 року у селі функціонувала окрема виборча дільниця № 461500, розташована у приміщенні будинку культури.
Результати
- зареєстровано 254 виборці, явка 75,20%, найбільше голосів віддано за «Європейську Солідарність» — 19,37%, за «Слугу народу» — 18,32%, за Всеукраїнське об'єднання «Батьківщина» — 16,75%.[3] В одномандатному окрузі найбільше голосів отримав Андрій Кіт (самовисування) — 30,69%, за Євгенія Гірника (самовисування) — 20,63%, за Олега Канівця (Громадянська позиція) — 19,58%[4].

## Пам'ятки
На схід від села розташоване заповідне урочище «Березовий гай».

## Відомі мешканці

### Народились
- Плечій Марія Василівна — головний зоотехнік радгоспу, голова сільської ради. Депутат Верховної Ради УРСР 11-го скликання.